# Фицджеральд, Элизабет, графиня Линкольн
Элизабет Фицджеральд, графиня Линкольн (англ. Elizabeth FitzGerald, Countess of Lincoln; 1528, Мейнут — 1590, Линкольншир) — английская аристократка, фрейлина королевы Елизаветы I. Во втором браке с Эдвардом Клинтоном носила титул графини Линкольн (с 1572 года).

## Биография
Элизабет Фицджеральд была вторым ребёнком и старшей дочерью Джеральда Фицджеральда, 9-й графа Килдэра от второй жены леди Элизабет Грей. Её прабабушкой по материнской линии была Елизавета Вудвилл, которая была королевой Англии в качестве супруги Эдуарда IV. Воспитывалась при дворе короля Генриха VIII вместе с будущей королевой Елизаветой. 
В 1537 году, когда ей было 10 лет, Генри Говард, граф Суррей воспел её в своём сонете как прекрасную Джеральдин. В сонете, посвящённом ей, были воспеты её красота, добродетели и благородное происхождение.
В 1543 году в возрасте 16 лет Элизабет Фицджеральд вышла замуж за сэра Энтони Брауна, став мачехой его восьми детям. У супругов было двое детей, которые умерли в детстве. После смерти мужа весной 1548 года Элизабет вернулась ко двору и вошла в свиту Екатерины Парр, которая была на тот момент вдовствующей королевой в качестве последней жены Генриха VIII.
Через четыре года, в 1552 году Элизабет во второй раз вышла замуж за Эдварда Клинтона, 9-го барона Клинтона, у которого были дети от двух предыдущих браков. В следующем году вместе с мужем она была вовлечена в заговор с целью посадить на трон Джейн Грей, но затем Эдвард поддержал королеву Марию, участвуя в подавлении восстания Томаса Уайатта.
В 1558 году королевой стала Елизавета I и баронесса Клинтон стала одной из её фрейлин, став при этом одной из близких подруг королевы. 
В 1569 году Элизабет воспользовалась правами своего мужа, который был лордом-адмиралом, чтобы присвоить себе груз одного из незаконного захваченных кораблей. Груз был отдан леди Элизабет, а причастный к этому человек арестован за пиратство.
После смерти мужа в 1585 году, который был тогда графом Линкольна, благодаря его завещанию Элизабет получила часть имущества. Спустя несколько лет, в марте 1589/1590 года она скончалась. Была похоронена вместе со вторым мужем в капелле Святого Георгия.